# BAC One-Eleven
El British Aircraft Corporation One-Eleven, també conegut pels noms BAC-111, BAC-1-11 o BAC 1-11, fou un avió comercial bireactor de curt i mitjà abast dissenyat inicialment per Hunting Aircraft i fabricat en sèrie per la British Aircraft Corporation (BAC) després de la fusió de Hunting en la companyia BAC, juntament amb altres fabricants britànics, a la dècada del 1960. El One-Eleven fou dissenyat per substituir el Vickers Viscount en les rutes de curt abast.
Tingué una forta competència amb l'aleshores popular Sud Aviation Caravelle, a causa de la seva millor economia de combustible i els seus menors costos d'operació. Fou gradualment retirat de tots els serveis regulars de passatgers fins a desaparèixer completament durant la dècada del 1990, fonamentalment a causa de restriccions internacionals per alt nivell de soroll, a més del fet de ser reemplaçat en les companyies aèries pels avions estatunidencs Boeing 737 i McDonnell Douglas DC-9, models més avançats que l'1-11.
La totalitat d'unitats BAC 1-11 fabricades per la British Aircraft Corporation ascendí a 233, encara que anys després es vengué la llicència de producció a Romania, on es fabricà sota la denominació ROMBAC 1-11 fins al 1989.